# Jüdischer Friedhof (Szprotawa)

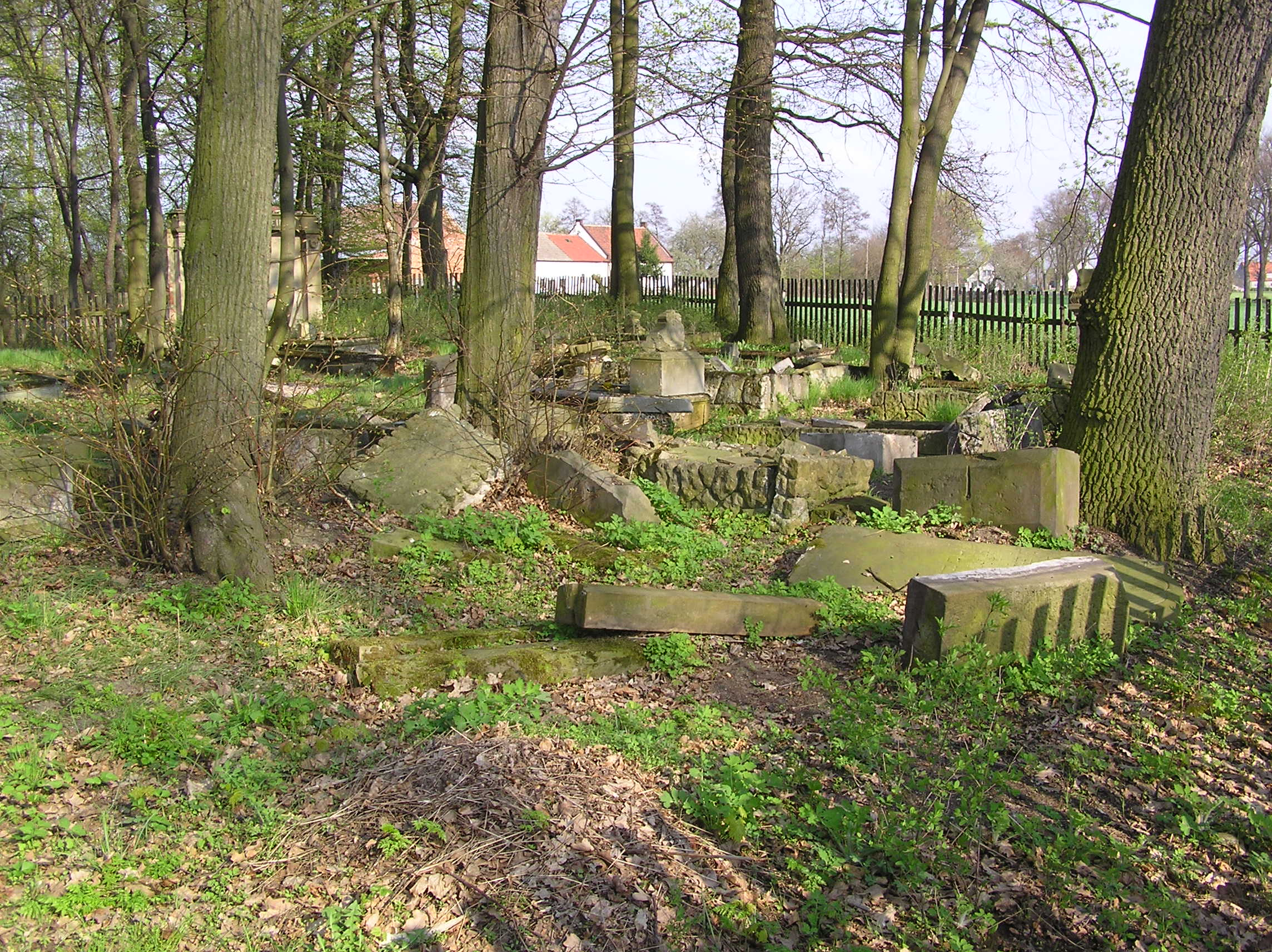
Jüdischer Friedhof in Szprotawa

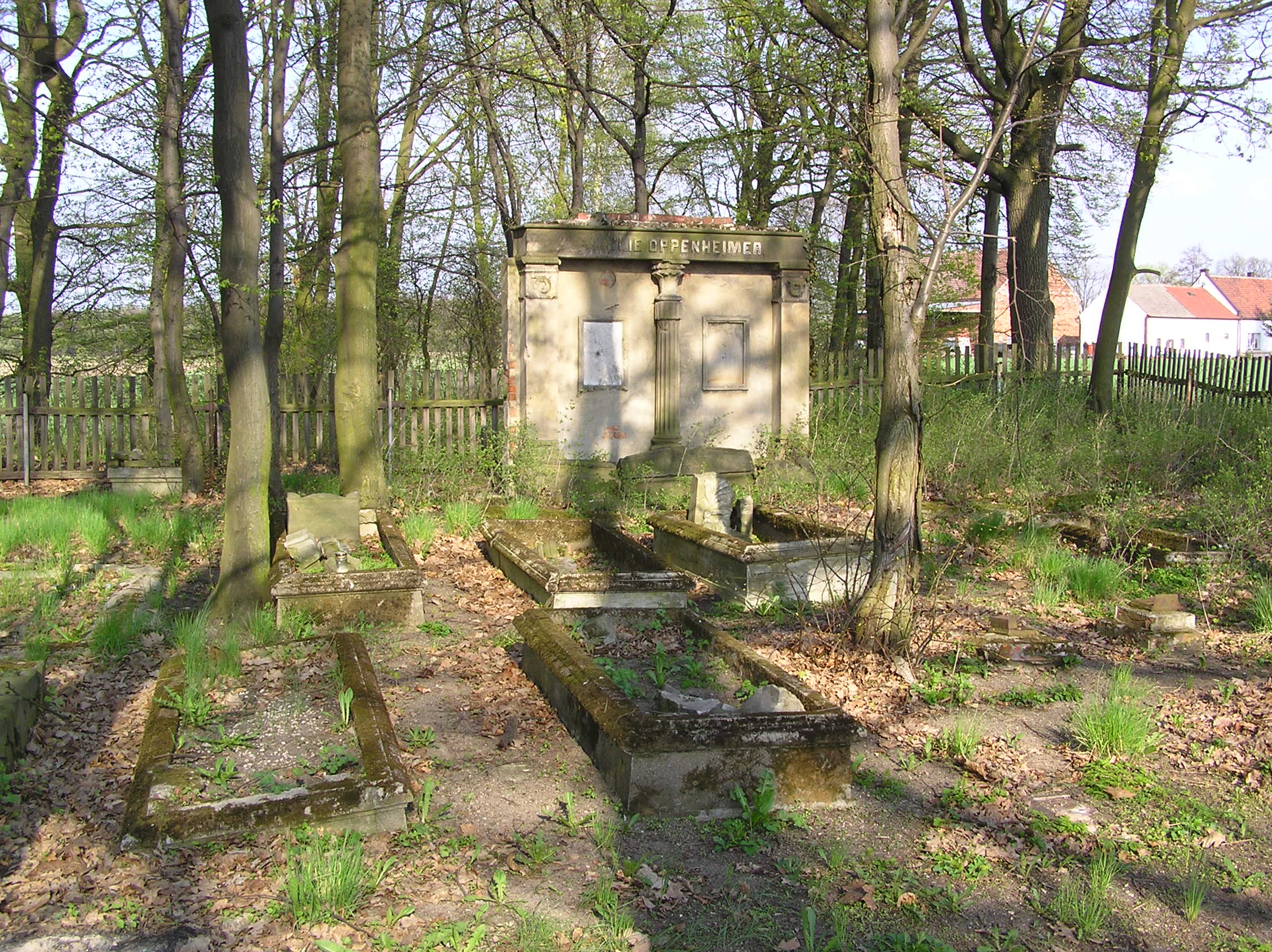
Grabanlage der Familie Oppenheimer (im Hintergrund mit Säule)

Der Jüdische Friedhof Szprotawa ist ein jüdischer Friedhof in der polnischen Stadt Szprotawa (deutsch Sprottau) in der Woiwodschaft Lebus. Er ist ca. 3000 m² groß.
Der Friedhof wurde im späten 19. Jahrhundert angelegt und von Deutschen während des Zweiten Weltkriegs verwüstet. Heute sind noch 14 Grabsteine erhalten, darunter die Grabanlage der Familie Oppenheimer.